# アップリング郡 (ジョージア州)
アップリング郡（アップリングぐん、英: Appling County）は、アメリカ合衆国ジョージア州の南部に位置する郡である。2010年国勢調査での人口は18,236人であり、2000年の17,419人から4.7%増加した。郡庁所在地はバクスレー市（人口4,400人）であり、同郡で人口最大の都市でもある。

## 歴史
アップリング郡は、米英戦争の軍人ダニエル・アップリング中佐に因んで名付けられた。
ジョージア州では42番目の郡であり、1818年12月15日にジョージア州議会の法によって設立された。当初の郡域は、1814年のジャクソン砦条約と1818年のクリーク・エージェンシー条約によってクリーク族インディアンから譲渡された土地からなっていた。

## 地理
アメリカ合衆国国勢調査局に拠れば、郡域全面積は512.11平方マイル (1,326.4 km2)であり、このうち陸地508.51平方マイル (1,317.0 km2)、水域は3.61平方マイル (9.3 km2)で水域率は0.70%である。

### 主要高規格道路

#### アメリカ国道
- アメリカ国道1号線
- アメリカ国道23号線
- アメリカ国道341号線

#### ジョージア州道
- ジョージア州道4号線
- ジョージア州道15号線
- ジョージア州道19号線
- ジョージア州道27号線
- ジョージア州道121号線
- ジョージア州道144号線
- ジョージア州道169号線
- ジョージア州道203号線

### 隣接する郡
- トームス郡 - 北
- タットノール郡 - 北東
- ウェイン郡 - 南東
- ピアース郡 - 南
- ジェフデイビス郡 - 西
- ベーコン郡 - 西

## 人口動態
以下は2000年の国勢調査による人口統計データである。
| 基礎データ - 人口: 17,419人 - 世帯数: 6,606 世帯 - 家族数: 4,855 家族 - 人口密度: 13人/km2（34人/mi2） - 住居数: 7,854軒 - 住居密度: 6軒/km2（15軒/mi2） 人種別人口構成 - 白人: 76.79% - アフリカン・アメリカン: 19.59% - ネイティブ・アメリカン: 0.21% - アジア人: 0.30% - 太平洋諸島系: 0.01% - その他の人種: 2.49% - 混血: 0.61% - ヒスパニック・ラテン系: 4.55% | 年齢別人口構成 - 18歳未満: 27.1% - 18-24歳: 9.0% - 25-44歳: 28.5% - 45-64歳: 23.5% - 65歳以上: 11.8% - 年齢の中央値: 35歳 - 性比（女性100人あたり男性の人口） - 総人口: 97.1 - 18歳以上: 93.3 世帯と家族（対世帯数） - 18歳未満の子供がいる: 34.5% - 結婚・同居している夫婦: 56.6% - 未婚・離婚・死別女性が世帯主: 12.5% - 非家族世帯: 26.5% - 単身世帯: 23.2% - 65歳以上の老人1人暮らし: 9.8% - 平均構成人数 - 世帯: 2.60人 - 家族: 3.04人 | 収入と家計 - 収入の中央値 - 世帯: 30,266米ドル - 家族: 34,890米ドル - 性別 - 男性: 27,753米ドル - 女性: 18,148米ドル - 人口1人あたり収入: 15,044米ドル - 貧困線以下 - 対人口: 18.6% - 対家族数: 14.9% - 18歳未満: 23.9% - 65歳以上: 24.4% |

## 都市と町
- バクスレー - 郡庁所在地
- グラハム
- サーレンシー